# Großseggenwiese
Das Gebiet Großseggenwiese ist ein flächenhaftes Naturdenkmal auf dem Gebiet der Gemeinde Ammerbuch im Landkreis Tübingen in Baden-Württemberg.

## Kenndaten
Das Naturdenkmal wurde mit Verordnung vom 8. November 1991 unter dem Namen Großseggenwiese ausgewiesen.

## Lage und Beschreibung
Das Naturdenkmal liegt nordöstlich von Reusten. Es handelt sich um eine Senke im Unteren Keuper, die durch Tone und Letten abgedichtet ist. Der Metergraben beginnt im Schutzgebiet.

## Flora und Fauna
Laut Biotopkartierung kommen die folgenden Arten im Gebiet vor: 
Europäischer Laubfrosch, Bergmolch, Teichmolch, Teichfrosch, Grasfrosch, Nördlicher Kammmolch, Giersch, Gewöhnlicher Glatthafer,
Schlank-Segge, Zweizeilige Segge, Steife Segge, Walzen-Segge, Rispen-Segge, Blasen-Segge, Fuchs-Segge, Acker-Kratzdistel, Sumpf-Kratzdistel,
Gewöhnliches Knäuelgras, Rasen-Schmiele, Kriech-Quecke, Kleinblütiges Weidenröschen, Gewöhnlicher Spindelstrauch, Kleines Mädesüß, Wald-Erdbeere,
Kletten-Labkraut, Sumpf-Labkraut, Wiesen-Storchschnabel, Echte Nelkenwurz, Gundermann, Schwertlilien, Flatter-Binse, Pfennigkraut,
Gewöhnlicher Blutweiderich, Kulturapfel, Rohrglanzgras, Kriechendes Fingerkraut, Zwetschge, Schlehdorn, Kultur-Birne, Hundsrose,
Himbeere, Sumpf-Helmkraut, Breitblättriger Rohrkolben, Große Brennnessel, Echter Baldrian, Wolliger Schneeball, Wespenspinne.